# Acer aidzuense
Acer aidzuense é uma espécie de árvore do gênero Acer, pertencente à família Aceraceae.